# Convenção da Haia sobre a Celebração e o Reconhecimento da Validade dos Casamentos
A Convenção da Haia sobre a Celebração e o Reconhecimento da Validade dos Casamentos é um tratado multilateral que facilita a celebração e assegura o reconhecimento da validade dos casamentos transnacionais, sendo uma das várias convenções na área do direito internacional privado da Conferência da Haia.
A convenção foi assinada em 1978 por Portugal, Luxemburgo e Egito, e posteriormente pela Austrália, Finlândia e Holanda. Entrou em vigor mais de 10 anos após a abertura para assinaturas, após ratificação pela Austrália, Holanda (apenas para o seu território europeu) e Luxemburgo, e nenhum país aderiu à convenção desde então.
Substituiu a Convenção que regula Conflitos de Leis Cooncernentes ao Casamento, também da Haia, de 12 de junho de 1902.
A convenção de casamentos da Haia pode ser vista como um instrumento de aplicação do artigo 23.º do Pacto Internacional dos Direitos Civis e Políticos (de 16 de dezembro de 1966) das Nações Unidas, que prevê que "a família é o elemento natural e fundamental da sociedade e tem direito à proteção da sociedade e do Estado", e que "o direito de casar e de fundar uma família é reconhecido ao homem e à mulher a partir da idade núbil".
Ainda que a Convenção tenha sido ratificada por poucos Estados, ela prevê uma abordagem moderna, simples e direta, e, em geral, pode ser considerada à frente de seu tempo.